# Olympic Club Kinshasa
Olympic Club Kinshasa is een voetbalclub uit Congo-Kinshasa uit de gelijknamige hoofdstad Kinshasa. Ze komen uit in het Linafoot, de hoogste voetbaldivisie van Congo-Kinshasa. Olympic Club Kinshasa speelt zijn thuiswedstrijd in het Stade Tshikisha, een relatief klein stadion dat plaats biedt aan zo'n 8.000 toeschouwers.